# Protesilaus molops
Protesilaus molops är en fjärilsart som först beskrevs av Rothschild och Jordan 1906.  Protesilaus molops ingår i släktet Protesilaus och familjen riddarfjärilar. Inga underarter finns listade i Catalogue of Life.

## Bildgalleri

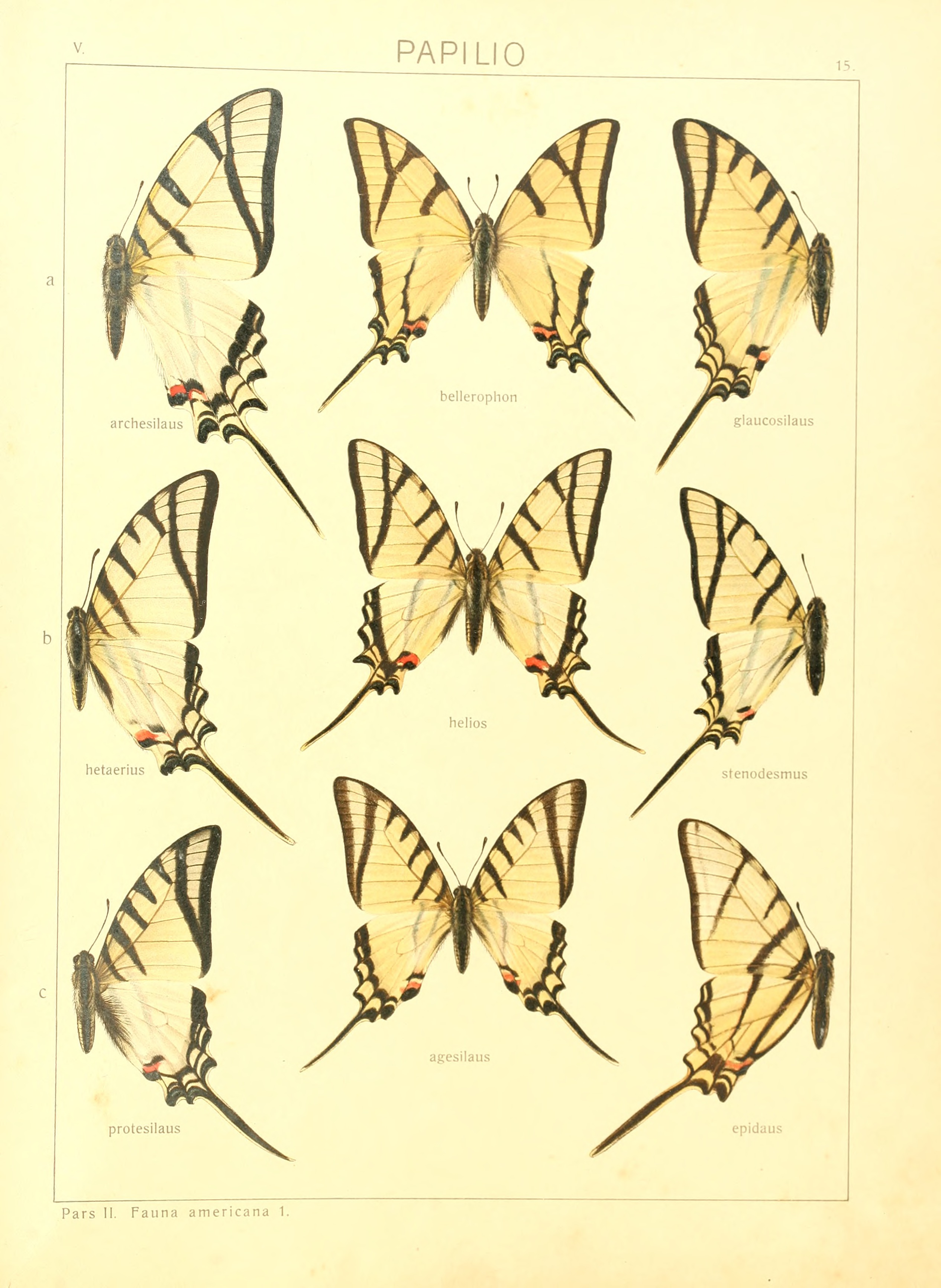